# تشارلز ماثيوز
تشارلز ماثيوز (15 نوفمبر 1996 بشيكاغو في الولايات المتحدة - ) (بالإنجليزية: Charles Matthews)‏ هو لاعب كرة سلة أمريكي في مركز مدافع مسدد الهدف. لعب مع Michigan Wolverines ‏.

## وصلات خارجية
- تشارلز ماثيوز على موقع كلية كرة السلة في سبورتس رفرنس.كوم (الإنجليزية)
- تشارلز ماثيوز على موقع بروبوليرز (الإنجليزية)